# Tetrahelia pterbica
A Tetrahelia pterbica az Endohelea négyostorú egysejtű eukariótákból álló faja, melyet korábban a napállatkák közé soroltak. Az Axomonadida rend Tetraheliidae családjának egyetlen ismert nemzetségének, a Tetraheliának egyetlen ismert faja. Korábban a Tetradimorpha nemzetségbe sorolták.

## Történet
2000-ben fedezték fel egy queenslandi mangrovemocsárban és írták le Mikrjukov és Patterson, ők nevezték el Tetradimorpha pterbicának, és sorolták a Dimorphida rendbe.:99
Thomas Cavalier-Smith az Endohelia altörzsbe tartozó Endohelea Axomonadida rendjébe sorolta.

## Leírás
Egysejtű négyostorú eukarióták 4 standard hosszú, a Heliomorpha és Tetradimorpha nemzetségéinél rövidebb centriólumokkal és egy önálló héjú és mikroszálas magvú gömbölyű centroszóma által létrehozott, a sejttestnél mintegy másfélszer hosszabb:109 axopódiumokkal. A centriólumok két, két egymással párhuzamos centriólumot tartalmazó, egymással 30°-ot bezáró párban szerveződnek. Amorf anyag kapcsolja ezeket össze az alappal és a centroszómával. Laterális Golgi-készülékük (diktioszóma) van a sejtmag oldalain. Az axopódiumok szabálytalanul elrendezett mikrotubulusokkal és szabálytalan lapos extruszómákkal rendelkeznek a Heliomorpha és a Tetradimorpha kinetocisztái helyett. A sejt 60 μm-nél nagyobb, a centroszóma 18–20 μm, axoplasztisza is nagy.:109 Vastag pszeudopellikulájuk van a sejtmembrán mögött.
Életciklusában lassan úszó tisztán ostoros, teljesen visszahúzódó axopódiumú állapot váltakozik kiemelkedő axopódiumokkal rendelkezővel, axopódiumai nem mindig sugarasak, teljesen kiemelkedve 40 μm hosszúak.:100, 102 Előbbi állapotban rizoplasztisz köti össze az axoplasztiszt és a kinetoszómákat.:103 (3. ábra)
Átmeneti zónája Cavalier-Smith szerint ősi, feltehetően I-es típusú, azonban egy felületes Palpitomonas bilix-rajz alapján annak egy szintben lehet átmeneti lemeze jobb ostorán, és az átmeneti zóna proximális részén kevesebb a részlet.